# Francisco José Orlich Bolmarcich

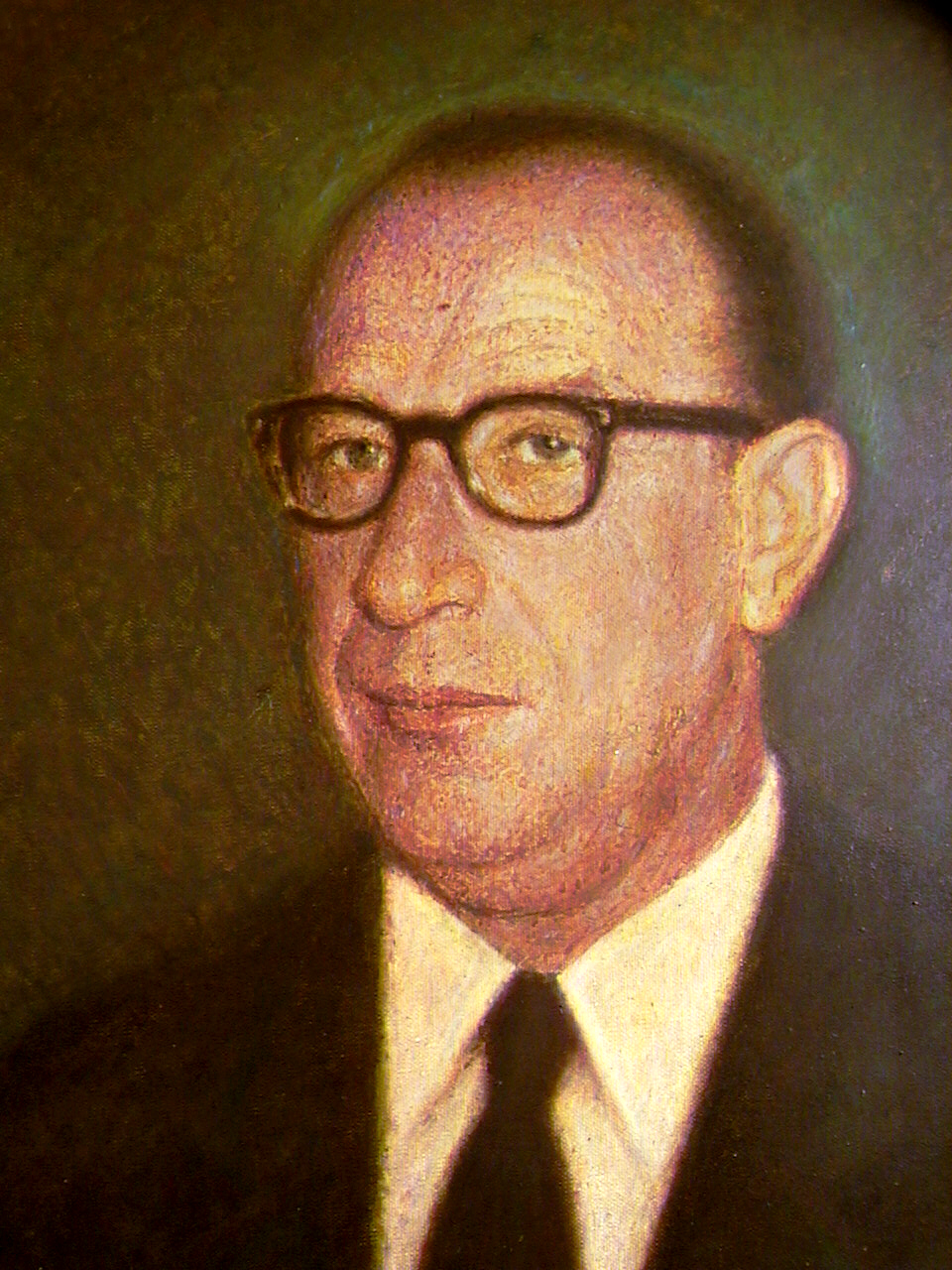
Francisco José Orlich Bolmarcich

Francisco José Orlich Bolmarcich (* 10. März 1907 in Alajuela; † 29. Oktober 1969 in San José) war ein Politiker in Costa Rica und von 1962 bis 1966 Präsident seines Landes.

## Leben

### Herkunft und frühe Laufbahn
Seine Eltern waren Georgina Bolmarcich Lemecich und José Rafael Orlich Zamora. Mit seinem Bruder gründete er 1928 die FJ Orlich & Hnos Ltda. als Stahlwarenhandel in San Ramón. Zwischenzeitlich war sie das umsatzstärkste Kaffeeunternehmen in Costa Rica. Am 16. April 1932 heiratete er in Naranjo Marita Camacho Quirós (* 1911 in San Ramón, † 2025 in Escazú). In dieser Ehe wurden Francisco José und Mauricio Orlich Camacho geboren. Seine Ehefrau Marita verstarb im Juni 2025 im Alter von 114 Jahren und galt zu diesem Zeitpunkt als die älteste First Lady aller Zeiten, zudem als die älteste Person Costa Ricas.
Er war Mitglied der Partido Liberación Nacional. 1938 war er Bürgermeister von San Ramón und von 1940 bis 1944 und von 1946 bis 1948 Parlamentsabgeordneter für Alajuela. Als Bürgermeister 1948 war er Anhänger von José Figueres Ferrer. Von April bis Mai 1948 war er Entwicklungsminister, von 1948 bis 1949 Minister für öffentliche Arbeiten in der Junta und von 1953 bis 1956 Minister für öffentliche Arbeiten im Regierungskabinett von Figueres. 1953 war er Parlamentsabgeordneter. 1958 war er Präsidentschaftskandidat.

### Präsidentschaft
Vom 8. Mai 1962 bis 8. Mai 1966 war Francisco José Orlich Bolmarcich Präsident von Costa Rica.
Seine Stellvertreter waren Raúl Blanco Cervantes und Carlos Sáenz Herrera. In seiner Amtszeit wurde Costa Rica Mitglied des Mercado Común Centroamericano. Das Hospital Nacional de Niños wurde eröffnet. Seit 1961 wurde in Lateinamerika die Alianza para el Progreso (ALPRO) als Industrialisierung der Landwirtschaft propagiert. Im März trafen sich in Costa Rica die Präsidenten Zentralamerikas mit John F. Kennedy.